# Andrzej Napiórkowski
Andrzej Napiórkowski (ur. 29 października 1940, zm. 28 września 2009) – polski polityk i samorządowiec, w latach 1991–1993 wicewojewoda włocławski, w latach 1994–1998 wiceprezydent Włocławka.

## Życiorys
Przez wiele lat pracował w Biurze Projektów Budownictwa Wiejskiego w Krakowie. Został członkiem Unii Demokratycznej. Od 7 listopada 1991 do 6 sierpnia 1993 pełnił funkcję wicewojewody włocławskiego. Zrezygnował w związku ze startem w wyborach do Senatu w okręgu włocławskim (zajął 8. miejsce na 14 kandydatów). W latach 1994–1998 piastował stanowisko wiceprezydenta Włocławka.
Odznaczony Medalem Marszałka Województwa Kujawsko-Pomorskiego. Zmarł 28 września 2009, pochowano go na Cmentarzu Komunalnym we Włocławku.